# Ymir

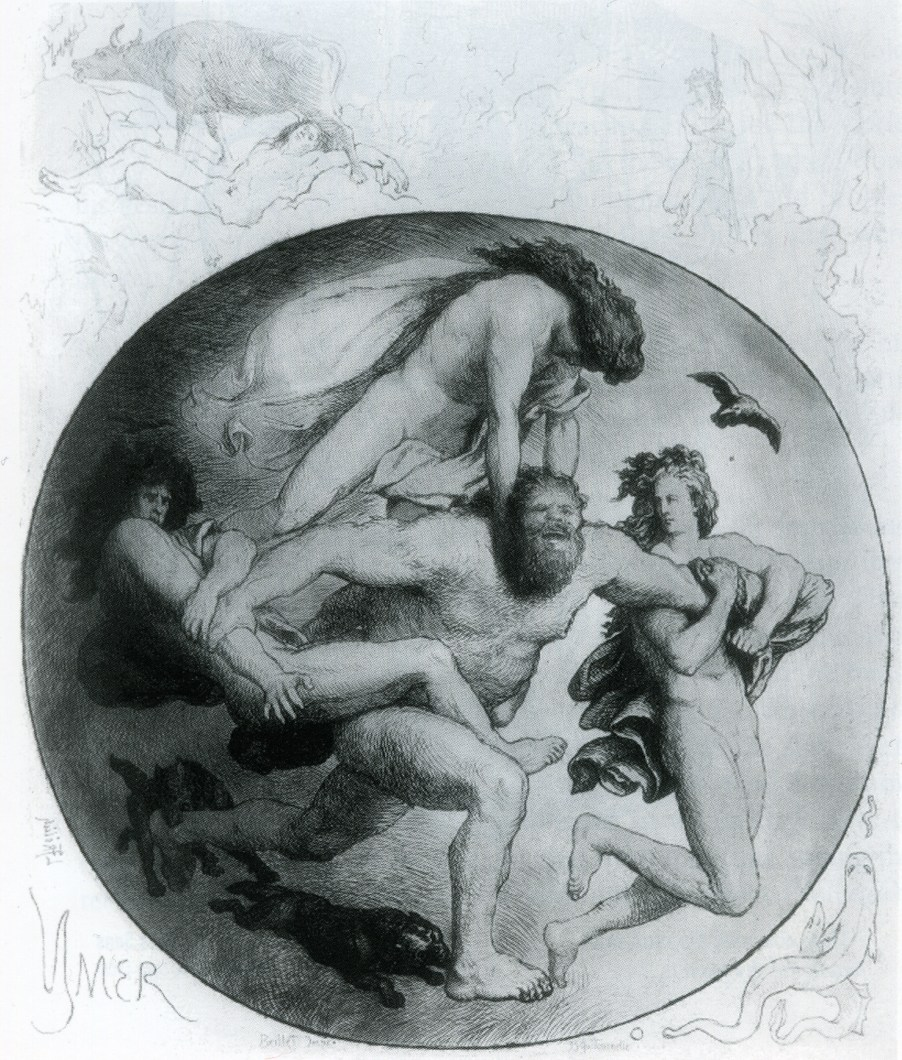
Ymir wordt gedood door de zonen van Borr, linksboven de oerkoe Auðhumla, door Lorenz Frølich.

Ymir of Aurgelmir is in de Noordse mythologie het oudst ontstane levende wezen, Ymir wordt ook wel Brimir en Blainn genoemd in de Edda. 
De naam Ymir is Oudnoords en betekent "Tweeling", "Tussenwezen" of "Hermafrodiet". Aurgelmir is weliswaar identiek aan Ymir, maar toch worden beide ook parallel genoemd (bijvoorbeeld Edda, Vafþrúðnismál 21 en 29). De naam Aurgelmir komt van het Oudnoordse woord aurr, dat "vochtig zand" betekent. De naam Aurgelmir betekent dus "Zandbruller", "uit zand geboren bruller" of "ziedende klei" (oerstof).

## Ontstaan
Dit oudste van alle wezens ontstond uit smeltwater van het oeroude 'gletsjerijs' van de ijzige Elivágar (storm golven). Vanwege zijn hoge leeftijd wordt hij ook bijgenaamd 'de wijze' of hundviss, veelwetend. Maar wijsheid wordt in het algemeen met oudere reuzen geassocieerd.
Ymir was een rijpreus die uit de Eitr (soort rijp) ontstond die er in de koude wereld nu eenmaal was. Want uit de bron Hvergelmir, de kosmische Ruisende Ketel, stroomden elf stromen, die in de Ginnungagap bevroren door de koude van de ijswereld en er verdampten door de hitte van de vuurwereld Muspelheim. Uit de rijp vormde zich dat eerste kosmische wezen, Ymir. De eerste goden Odin, Vé en Vili, die later voortkwamen uit Bor, de zoon van Buri, offerden Ymir op om van zijn lichaamsdelen de wereld te bouwen. 
Ymir of Aurgelmir was dus de eerste voorvader van het rijpreuzen-ras. Snorri Sturluson combineerde verschillende bronnen en verklaarde mede door eigen conclusies Ymirs rol in de Noordse scheppingsmythe.  De belangrijkste van die bronnen zijn het grote Edda gedicht Völuspá, het vraag en antwoord gedicht Grímnismál, en het vraag en antwoord gedicht Vafþrúðnismál. Volgens deze verhalen, bestond Ginnungagap voor hemel en aarde als chaotische leegte. Daarvan werd het noordelijk gebied gevuld met ijs, en dat werd Niflheim, nevelwereld. Daaraan tegengesteld in het zuiden was er Muspelheim, vuurwereld, vol heldere vonken en gloeiende sintels. Ymir ontstond in Ginnungagap waar het ijs van Niflheim met Muspelheims hitte in contact kwam en smolt, waarbij "eligolven" vrijkwamen en druppels eitr. De eitr-druppels coaguleerden en vormden een zogenaamde rijpreus (hrimthurs)  tussen de twee werelden en de gensters van Muspelheim gaven hem leven. 
Terwijl Ymir sliep, ging hij zweten en leverde daarbij het ras van de reuzen af. En uit het zweet onder zijn linker oksel groeiden een mannelijk en vrouwelijk wezen, en zijn benen brachten zijn zeskoppige zoon Thrudgelmir voort.

## Offer

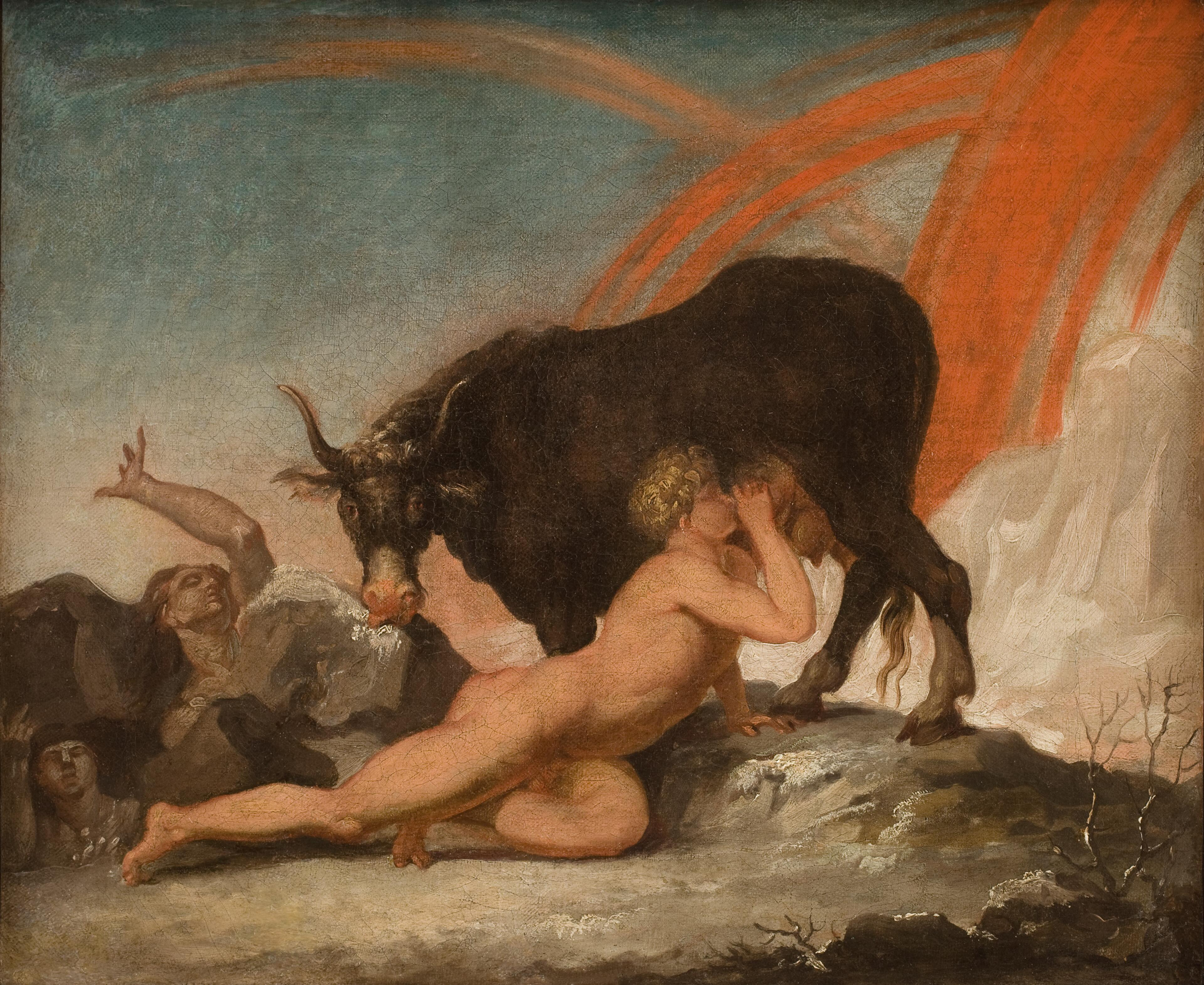
Ymir en Auðhumla door Nicolai Abraham Abildgaard

Ymir voedde zich dankzij de oerkoe Auðhumla die vier stromen melk uit haar uier liet stromen. Zijzelf voedde zich door van de zoute ijsblokken te likken. Bij dat voortdurend likken kwamen ten slotte de vormen van een mannelijk reuzenlichaam vrij, namelijk Búri. Búri werd de vader van Borr, en Borr en zijn vrouw Bestla kregen drie zonen, namelijk Odin, Vili en Vé.  
Die zonen van Bor doodden Ymir, en toen zijn levenssap ging rondstromen werd daarbij zowat de hele stam rijpreuzen verdronken. Slechts twee overleefden de vloed, de een was Ymirs kleinzoon Bergelmir (zoon van Thrudgelmir), en de ander diens vrouw. Zij wisten op Bergelmirs houten kist (ludr, ark) te klimmen. Bergelmir en zijn vrouw brachten de nieuwe rijpreuzengeneratie voort.
In zijn vlees ontstonden maden, die later dwergen zouden worden en die de aarde tot vorm brachten. Alven moesten zijn levenssap omzetten tot water voor de zee en voor de rivieren. En uit zijn schedel werd het uitspansel gevormd, ondersteund door de vier dwergen Norðri, Suðri, Austri en Vestri, een voor elke windstreek in de ruimte. Zijn wenkbrauwen werden om Midgard gelegd ter bescherming tegen de reuzenwereld Jötunheim.
Uit zijn gebeente ontstonden bergen. Zijn tanden en beengruis werden stenen. Uit zijn haar groeiden bomen. Odin liet de wind ontstaan door een van Bergelmirs zonen in de vorm van een arend aan het uiteinde van de wereld te plaatsen. Ymirs hersenen werden de wolken.  
Toen namen de zonen van Borr vonken van Muspelheim en verspreiden die door Ginnungagap, zodat sterren ontstonden en licht voor hemel en aarde. Uit stukken drijfhout van bomen maakten de zonen van Borr mensen; eerst een man genaamd Ask en een vrouw genaamd Embla. Deze eerste mensen werden binnen de omheining van Midgard geplaatst, waarna de goden voor zichzelf binnen die muur, die de mensen van de reuzen scheidde, Asgard bouwden.

## Ymir en Yama
In een discutabele etymologie heeft W. Meid in 1992 de naam Ymir verbonden (die in Proto-Germaans als *umijaz of *jumijaz wordt geconstrueerd, in het laatste geval mogelijk afgeleid van het Proto-Indo-Europees *ym̩yos) met de naam van de Indische doodsgod Yama, gereconstrueerd in het Proto-Indo-Europees als *yemos, van de wortel yem "tweeling". Zie Indo-Europese religie. 
Yama heeft met Ymir de karakteristieken gemeen dat hij de eerste is en sterfelijk, maar verschilt ervan doordat hij de eerste sterveling onder mensen en koningen is die na zijn dood heerser over het dodenrijk wordt.

## Ymir en Purusha
W. Doniger noemt in haar vertaling van de Rig Veda het in stukken delen van de Noordse reus Ymir de meest opvallende parallel met het offer van Purusha. Zoals Audhumla naast Ymir, staat naast Purusha Prakriti, het principe van materie en het vrouwelijke aspect van het bestaan.